# Heimat- und Geschichtsverein Nörvenich
Der Heimat- und Geschichtsverein Nörvenich (voller Name: Heimat- und Geschichtsverein der Gemeinde Nörvenich e. V.) (HGV Nörvenich) ist der Geschichtsverein für die Gemeinde Nörvenich im Kreis Düren in Nordrhein-Westfalen. Die Vereinsräume befinden sich unter der Nörvenicher Turnhalle im Kastanienweg.
Unter dem Namen Geschichts- und Heimatverein existierte der Verein seit den 1970er Jahren. Mangels Mitglieder und durch den Tod des Vorsitzenden Heinrich Heesel kamen alle Exponate gemäß der Satzung an die Gemeinde Nörvenich. Am 2. Juni 1999 erfolgte die Neugründung des Vereins unter dem heutigen Namen.
Nach der Satzung macht es sich der Verein zur Aufgabe, das Interesse für die Ortsgeschichte zu wecken und das Bewusstsein für die Fülle der bedeutenden Lokalhistorie zu fördern. Dazu bietet der Verein unter anderem Vorträge, Exkursionen, eigene Ausstellungen und Ausstellungsbesuche an. Darüber hinaus kümmert er sich um Aufbau und Pflege eines Archivs zur Geschichte der einzelnen Orte im Gemeindegebiet, um den Schutz der vorhandenen Denkmäler und die Pflege der Beziehungen zu benachbarten Heimat- und Geschichtsvereinen sowie zu öffentlichen und privaten Archiven.
An zwei Montagen im Monat trifft sich die sogenannte „Montagsrunde“. Bei diesen Treffen werden Vorschläge für das jeweilige Jahresprogramm erarbeitet, Arbeitskreise zu bestimmten Themenbereichen gebildet und anstehende Entscheidungen erörtert und umgesetzt.
Einmal jährlich bietet der HGV einen Vortrag zu einem bestimmten Thema an. Hinzu kommen in unregelmäßiger Folge Vorträge in den örtlichen Altenheimen über die Gemeinde. Studienfahrten runden die Vereinsaktivitäten an. Seit 2018 stellt der HGV an bestimmten Sehenswürdigkeiten Stahl-Stelen auf, auf denen den Besuchern in Text und Bild die jeweilige Sehenswürdigkeit erläutert wird (siehe Obere Mühle (Nörvenich)). Eigene Sondierungen und Ausgrabungen förderten Relikte aus römischer Zeit zu Tage, wie z. B. römische Münzen. In jedem Jahr wird ein Bildkalender zu einem bestimmten Thema herausgegeben. 

## Beiträge zur Geschichte (Auswahl)
- Der Pingsheimer Frieden, Heinrich Heesel †,  Beiträge zur Geschichte des Nörvenicher Landes, 1979.
- Sagen, Erzählungen, Legenden aus der Gemeinde Nörvenich, Karl Heinz Türk, Beiträge zur Geschichte des Nörvenicher Landes, 1980.
- Die Grafen von Nörvenich, Saffenberg und Molbach in ihrem Umfeld, Heinrich Heesel †,  Beiträge zur Geschichte des Nörvenicher Landes, 1986.
- Moritz, Martha und die anderen : als das Neffeltal judenfrei wurde, Herbert Pelzer,  2012, ISBN 978-3-942513-04-3.
- Nörvenich fortyfive: Nach dem Krieg im Neffeltal, Herbert Pelzer, 2015, ISBN 978-3-942513-28-9.